# Stefano Fiorentino

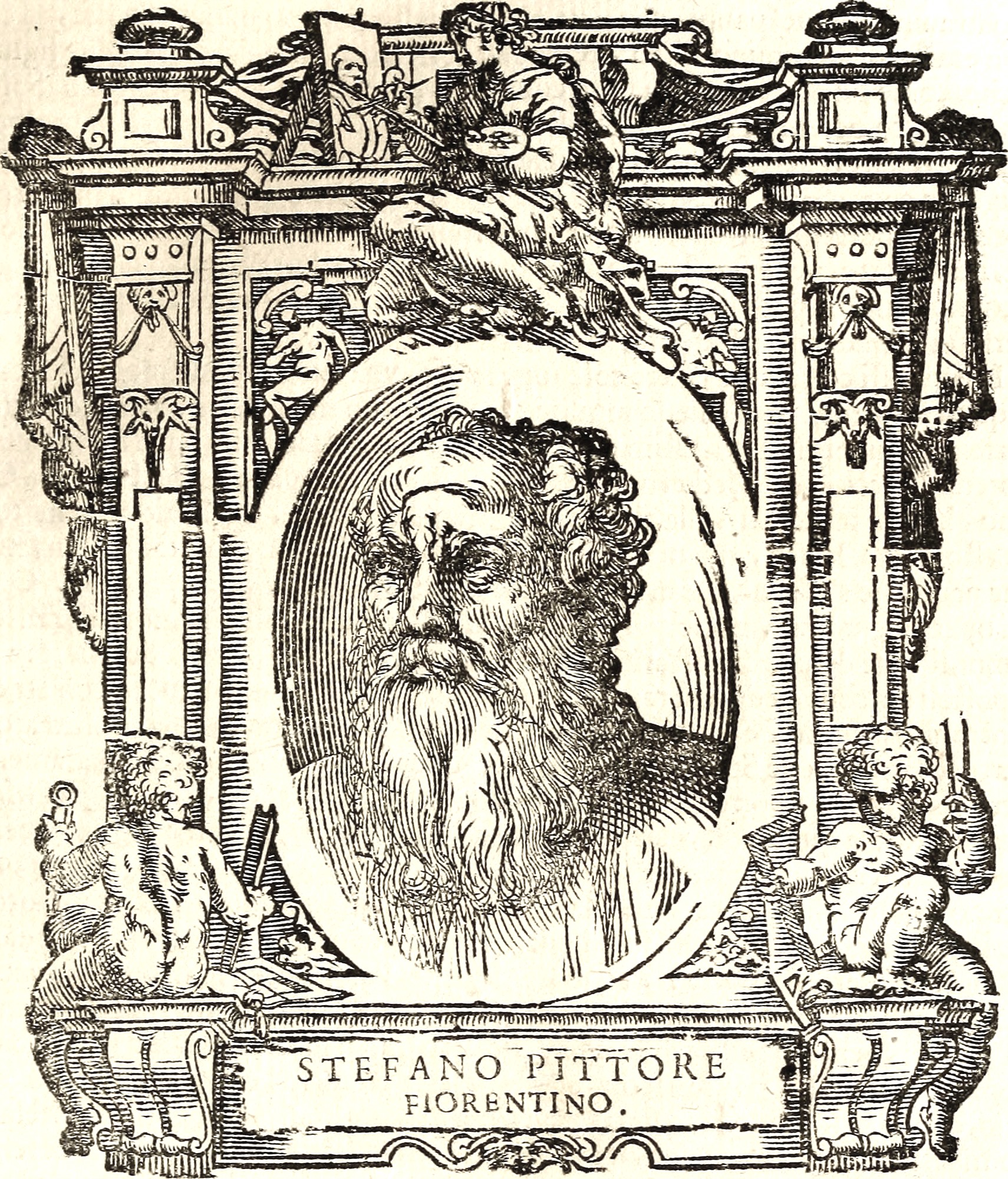
Incisione dalle Vite di Giorgio Vasari

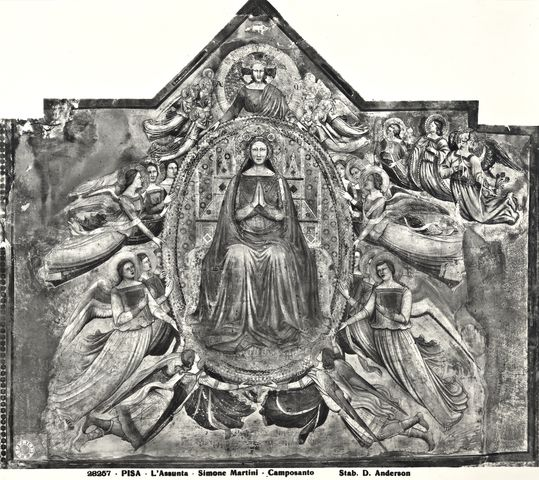
La perduta Assunzione del Camposanto di Pisa

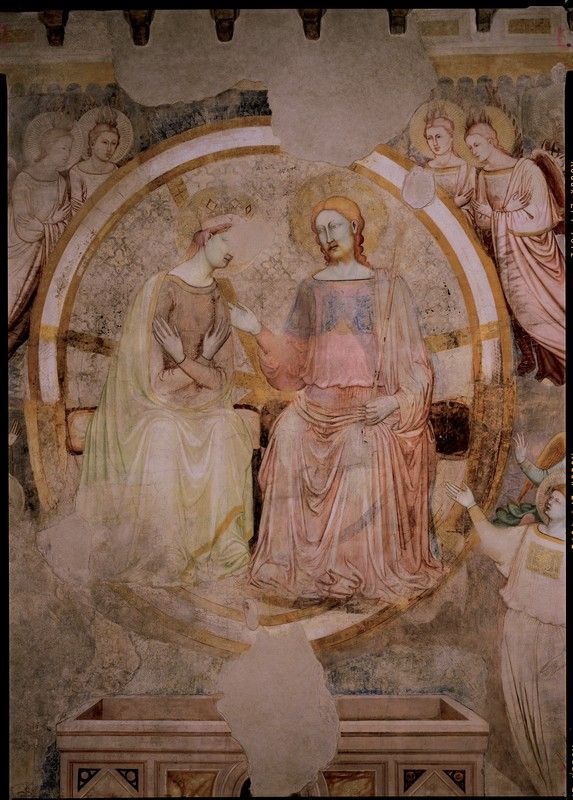
Affresco attribuito a Stefano nell'abbazia di Chiaravalle

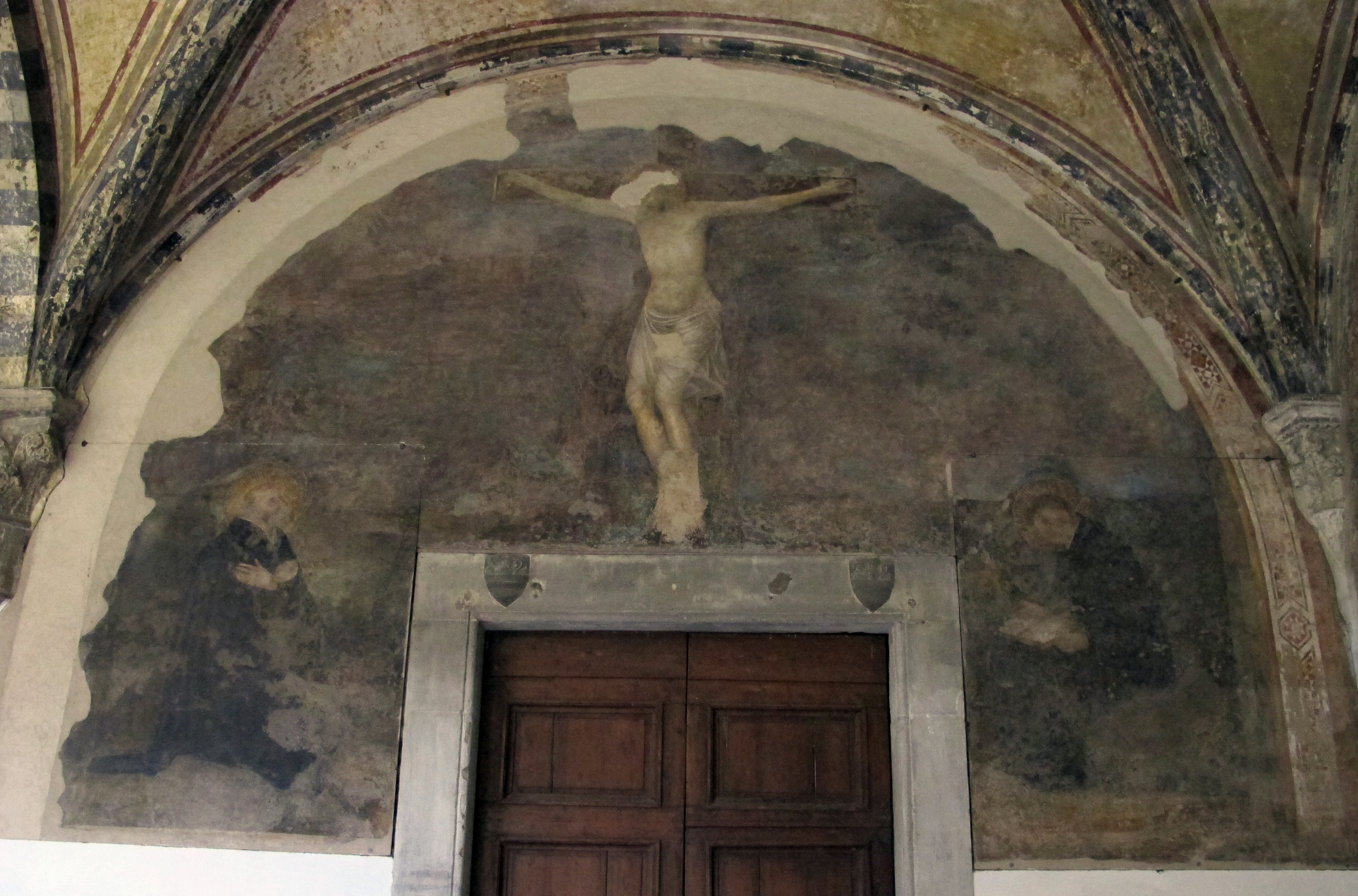
Crocifissione nel Chiostro Verde

(Vasari)
Stefano Fiorentino (Firenze, 1301 – Firenze, 1350) è stato un pittore italiano, allievo di Giotto, ricordato in numerose fonti letterarie, ma del quale non ci è nota nessuna opera certa.

## Vita e opere
È citato in un documento di Pistoia risalente al 1347, dove viene indicato come autore della scomparsa pala dell'altare maggiore per la chiesa di San Giovanni Fuorcivitas di Pistoia.
Viene nominato in una novella di Franco Sacchetti, scritta tra il 1388 e il 1395. Filippo Villani, nel suo Liber de origine Florentinae et eiusdem famosis civibus (1375–1404), dà del pittore un giudizio piuttosto scettico, etichettandolo come una "scimmia" ossessionata dalla mimesi della natura sin nel più piccolo dettaglio.
Il Ghiberti nei Commentarii lo ricorda come primo allievo di Giotto, lo definisce "egregiissimo dottore" e gli attribuisce alcuni affreschi in Firenze (tre Storie nel chiostro della basilica di Santo Spirito, un ritratto di san Tommaso d'Aquino e altre pitture in Santa Maria Novella) e ad Assisi (una "Gloria" incompiuta).
Giorgio Vasari gli dedicò un capitolo delle Vite nel quale lo considera il migliore allievo di Giotto, colui che superò il maestro nel disegno e nel colore: "oltre all'essere stato più vario nell'invenzioni, fu ancora più unito nei colori e più sfumato che tutti gl'altri, e sopra tutto non ebbe paragone in essere diligente"; per l'aretino, Stefano dipingeva di "una maniera tanto dolcissima e tanto unita, che pare quasi impossibile che in que' tempi fosse fatta". 
Le opere che il Vasari gli attribuisce, con grandi elogi sulla sua "modernità", sono: 
- una Madonna in affresco nel Camposanto di Pisa ("che è alquanto meglio di disegno e di colorito che l'opera di Giotto"[2]);
- tre Storie di Cristo nella basilica di Santo Spirito, in tre archetti, forse tre lunette[3]:
  - Trasfigurazione di Cristo ("il che, come ho detto, non era stato considerato né anche da Giotto stesso");
  - Cristo libera l'indemoniata ("che pare che cominciasse a vedere un certo lume della buona e perfetta maniera de' moderni");
  - La Navicella ("essendo appresso i moderni lodatissima, dovette certo ne' tempi di chi la fece parere un miracolo in tutta Toscana");
- un San Tommaso d'Aquino, un Crocifisso nei chiostri di Santa Maria Novella[4];
- alcuni lavori per Matteo Visconti a Milano (forse nella Cappella dei Visconti nella chiesa di Sant'Eustorgio oppure nell'Abbazia di Chiaravalle);
- Storie del martirio di san Marco nella cappella degli Asini in Santa Croce a Firenze;
- alcune Storie di Cristo nell'abside dell'antica basilica di San Pietro a Roma;
- un San Ludovico da Tolosa nella chiesa di Santa Maria in Araceli a Roma;
- una Gloria celeste nella Cappella Maggiore della basilica inferiore di Assisi[5];
- una Madonna dell'Umiltà nel tabernacolo dei Gianfigliazzi, presso il ponte alla Carraia[6];
- gli affreschi della volta e delle pareti nella cappella di San Jacopo a Pistoia;
- gli affreschi della cappella di Santa Caterina nella chiesa di San Domenico a Perugia.

Neppure una delle opere citate dal Vasari è sopravvissuta e pertanto non è stato possibile operare alcun tentativo di ricostruzione critica dell'attività artistica di Stefano.
Nonostante ciò, la notizia vasariana dell'attività milanese di Stefano ha consentito di attribuirgli con buona probabilità gli affreschi con Storie della Vergine nel tiburio dell'abbazia milanese di Chiaravalle.
Fu padre, secondo Vasari ed altri, dell'altrettanto enigmatico Giottino.